# Hôtel de Rosambo

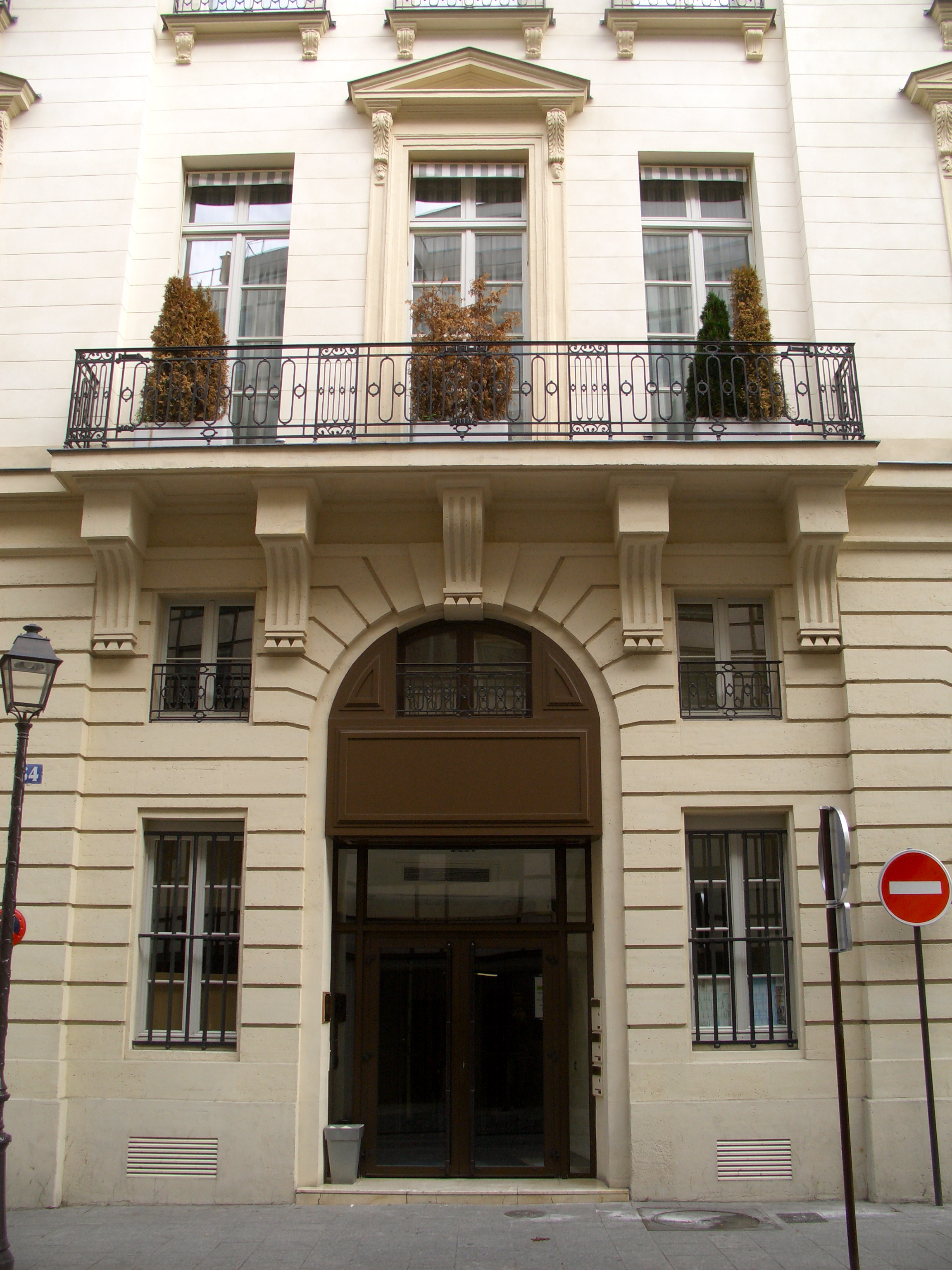
Fassade zur Rue René-Boulanger

Das Hôtel de Rosambo ist ein Hôtel particulier im 10. Arrondissement von Paris. Das Ende des 18. Jahrhunderts erbaute Gebäude befindet sich an der Rue René Boulanger Nr. 62/64. Die Fassade des Hôtel de Rosambo ist seit 1962 als Baudenkmal (Monument historique) geschützt. Daneben befindet sich das Hôtel de Sechtré.
Die nächste Métrostation ist Strasbourg – Saint-Denis an den Linien 4, 8 und 9.

## Geschichte
Das Hôtel de Rosambo wurde um 1780 nach den Plänen des Architekten Nicolas-Claude Girardin für den Genfer Bankier Octave-Pie Giambone erbaut und kurz danach an Louis Le Peletier de Rosambo verkauft. Nach diesem Besitzer ist das Hôtel particulier benannt. Zwischen 1842 und 1879 hatte der Baron Taylor in dem Gebäude seine philanthropischen Stiftungen untergebracht.

## Architektur
Durch den Bau der Rue Taylor im Jahr 1881 wurde der linke Teil des Gebäudes verändert. Der Durchgang zu dieser Straße erfolgt durch eine Arkade des Hauses. Die Fassade im Stil der Zeit Ludwig XVI. ist erhalten geblieben. Über dem hohen Portal befindet sich ein repräsentativer Balkon mit schmiedeeisernem Gitter. Das mittlere Fenster wird von einem dreieckigen Ziergiebel geschmückt.